# Jean Berlemont
Jean Berlemont (Anderlecht, 18 augustus 1901 - Brussel, 11 april 1937) was een Belgisch politicus voor de PCB.

## Levensloop
Berlemont was de zoon van een machinist en ging zelf aan de slag als smidsknecht. 
Hij behoorde tot de sociaaldemocratische vakbond van metaalarbeiders en kwam daar in aanraking met het communisme. In 1927 werd hij actief in de communistische partij PCB, op een moment dat de spanningen tussen aanhangers van Jozef Stalin en de aanhangers van Lev Trotski in de partij hoog opliepen. Berlemont werd hoofdredacteur en beheerder van La Vie Syndicale, de krant van de communistische vakbond Opposition syndicale révolutionnaire (OSR). Om die reden werd Berlemont uit de sociaaldemocratische metaalarbeidersvakbond gezet. 
Op het vijfde congres van de PCB werd Berlemont in 1931 verkozen als lid van het Centraal Comité en de PCB financierde voor hem een opleiding aan de Internationale Leninschool in Moskou, die hij volgde van 1931 tot 1932. Aldaar was zijn pseudoniem Jean Van Huffel. Na zijn terugkeer naar België werd hij permanent vakbondsafgevaardigde bij OSR. Na de hervorming van de communistische partij werd hij in april 1935 aangesteld tot lid van het Politiek Bureau van de PCB, waar hij instond voor het onderhouden van de relaties met de communistische vakbonden. 
Hij werd daarnaast de eerste directeur van het communistisch nieuwsblad La Voix du Peuple, dat op 1 oktober 1936 het licht zag. Na het overlijden van de communistische leider Joseph Jacquemotte later die maand gold hij als de aanvoerder van de communistische pers. In La Voix du Peuple voerde Berlemont campagne voor onder andere de invoering van een verplichte algemene werkloosheidsverzekering, onder de verantwoordelijkheid van de vakbonden, en een vermindering van het aantal werkuren en de verbetering van de arbeidsvoorwaarden voor mijnwerkers.
Bij de verkiezingen van 24 mei 1936 werd Berlemont bovendien verkozen tot volksvertegenwoordiger voor het arrondissement Brussel. In de Kamer bekritiseerde hij de lage wedden van staatsambtenaren en het koloniaal beleid in Belgisch-Congo.
Binnen de communistische partij werd Berlemont een beloftevolle toekomst toegedicht, maar zijn vroegtijdige overlijden verhinderde dit. In maart 1937 werd hij ernstig ziek opgenomen in het Sint-Pietersziekenhuis in Brussel, waar hij een maand later op amper 35-jarige leeftijd stierf. 